# Vjačeslav Barkov
Vjačeslav Aleksandrovič Barkov (in russo Вячеслав Александрович Барков?; 28 febbraio 1992) è un combinatista nordico russo.

## Biografia
Attivo in gare FIS dal marzo del 2009, ha esordito in Coppa del Mondo il 4 gennaio 2014 a Čajkovskij (43º) e ai Campionati mondiali a Lahti 2017, dove si è classificato 24º nel trampolino normale, 32º nel trampolino lungo, 10º nella gara a squadre e 13º nella sprint a squadre. Ai Mondiali di Seefeld in Tirol 2019 si è piazzato 47º nel trampolino normale, 41º nel trampolino lungo, 11º nella gara a squadre e 12º nella sprint a squadre, mentre a quelli di Oberstdorf 2021 è stato 39º nel trampolino normale, 38º nel trampolino lungo e 10º nella gara a squadre; l'anno dopo ai XXIV Giochi olimpici invernali di Pechino 2022, suo esordio olimpico, si è piazzato 38º nel trampolino normale e 41º nel trampolino lungo.

## Palmarès

### Coppa del Mondo
- Miglior piazzamento in classifica generale: 52º nel 2017